# Galium melanantherum
Galium melanantherum är en måreväxtart som beskrevs av Pierre Edmond Boissier. Galium melanantherum ingår i släktet måror, och familjen måreväxter. Inga underarter finns listade i Catalogue of Life.